# إيدريد
إيدرد (أيضاً 23 - 923) (إيدرد نوفمبر955) كان ملكًا للإنجليز من 946 حتى وفاته.  كان ابن إدوارد الأكبر وزوجته الثالثة إيدجيفو من كنت، وحفيد ألفريد الكبير.  وصل إيدريد إلى العرش بعد اغتيال شقيقه الأكبر إدموند الأول. وكان الإنجاز الرئيسي لعهده هو وضع مملكة نورثمبريا تحت السيطرة الإنجليزية الكاملة، والتي حدثت مع هزيمة وطرد إريك بلودكس في عام 954.  كان عمره 32 عامًا ولم يتزوج مطلقًا، وخلفه ابن أخيه إيادويغ البالغ من العمر 15 عامًا.

## الخلفية والخلافة
كان إيدريد ابنًا لإدوارد الأكبر من زواجه الثالث من إيدجيفو، ابنة سيجيلم، رجل شرق كينت.  خلف شقيقه الأكبر الملك إدموند الأول (939-946)، الذي طعن حتى الموت في بوكليشرش (جلوسيسترشاير)، في يوم القديس أوغسطين، 26 مايو 946. وفي نفس العام، في 16 أغسطس، تم تكريس إيدريد من قبل رئيس الأساقفة أودا  كانتربري في كينغستون أبون تيمز (ساري، لندن الكبرى الآن)، حيث يبدو أنه تلقى تسليم حكام ويلز وإيرل الشمالية.

## مشكلة في نورثمبريا

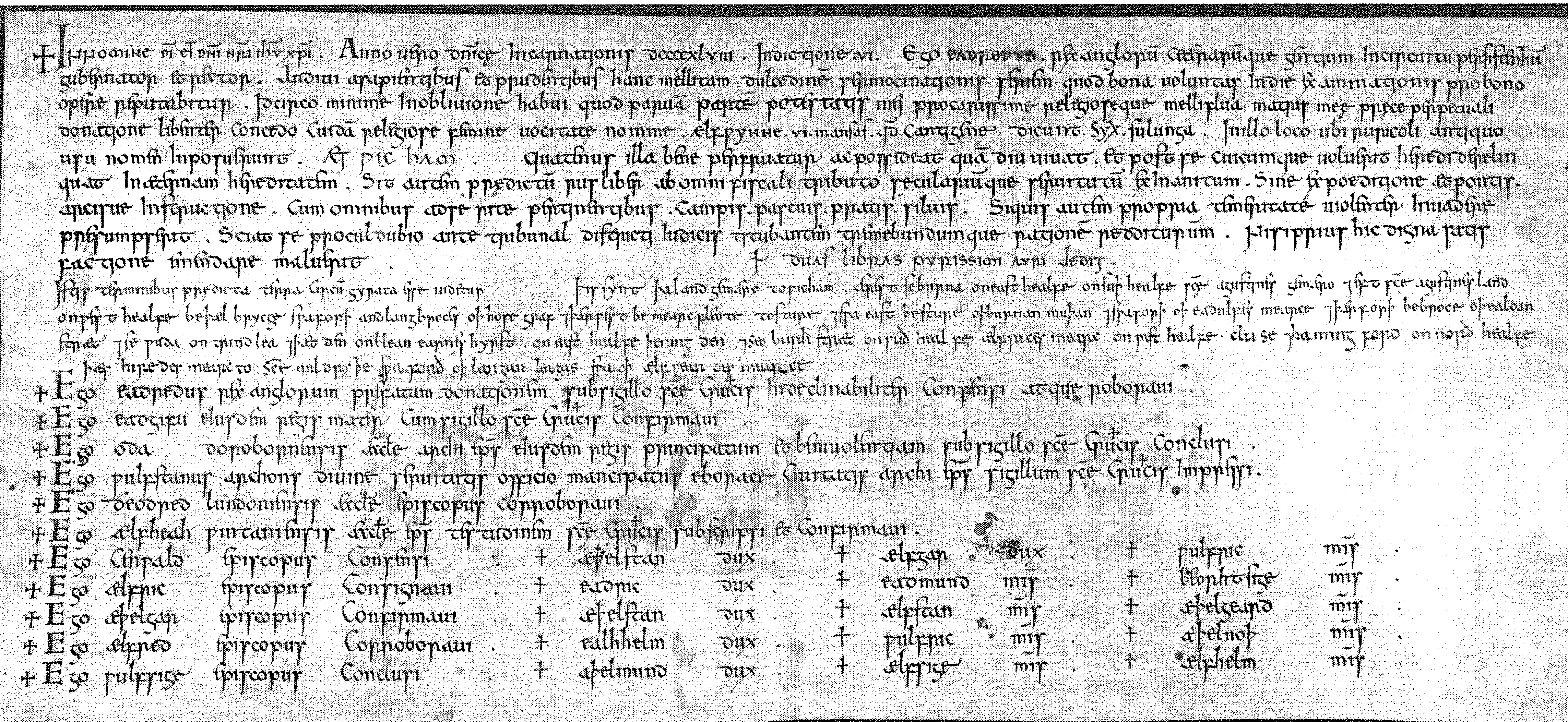
الميثاق S 512 من Eadred بتاريخ 948

فقد سجل «الوقائع الأنجلوسكسونية» للعام 946 أن «اديرد» «خفض كل أراضي نورثومبريا إلى سيطرته؛ ومنحه الاسكتلنديون القسم الذي يريدون القيام به بكل ما هو مطلوب». ولكن سرعان ما واجه آرد عدداً من التحديات السياسية التي تواجه هيمنة الغرب سكسونيا في الشمال. ولكن من المؤسف أن الأحداث الموصوفة في المصادر التاريخية تحمل بعض الصعوبات السيئة السمعة، ولكن من الواضح أن أمرين اسكندنافيين شرعوا في إنشاء أنفسهم كملوك لنورثامبريا. [بحاجة إلى الاقتباس]

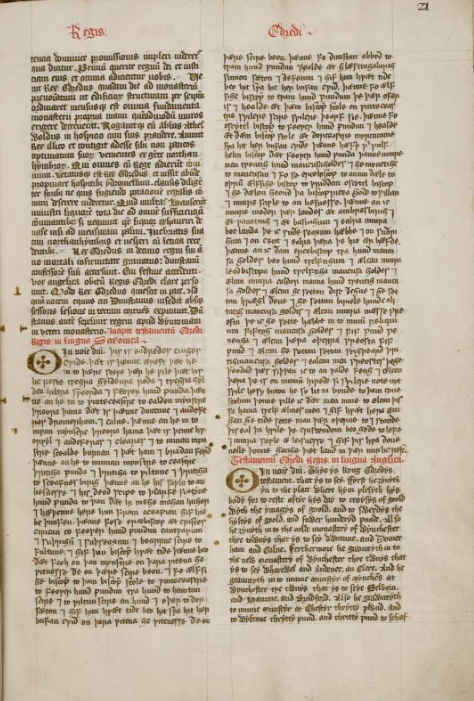
الصفحة الافتتاحية لإرادة إيدريد ، 951-955 م (نسخة من القرن الخامس عشر ، المكتبة البريطانية ، إضافة MS 82931، صص. 22 ص - 23 و)

كان أولاف سيهتريسون، المعروف باسم أملايب كوران («الاندمال»)، ملك نورثومبريا في أوائل أربعينيات القرن التاسع عشر عندما أصبح إدموند غودسون وملك العميل، ولكنه خرج في وقت لاحق. ثم خلف ابن عمه كملك دبلن، ولكن بعد هزيمة ثقيلة في المعركة في عام 947، اضطر مرة أخرى إلى محاولة حظه في مكان آخر. وبعد ذلك بفترة وجيزة، عاد أولاف إلى العمل التجاري، بعد أن استعاد مملكة يورك. ما فكره إيدرد في الأمر أو كم التعاطف الذي تحمله مع أخيه غودسون لا يمكن تخمينه إلا، ولكن يبدو أنه تسامح مع وجود عارف على الأقل. [إين ني فست] ، أطيح [أولف] كان من المملكّة ثاني وقت ب [نورثومبرينس] ، هذا وقت [إين ففوور وف] إريك ابن من [هرلد] ، وفقا ل [مس] [ه] من الوقائع.
اللاعب الآخر في المباراة إيريك بلاوداكسي، الذي كان سابقاً ملك النرويج من 930 إلى 934. بعد عدد من العمليات الناجحة في أماكن أخرى، جاء إلى نورثومبريا ويبدو في مرحلة ما وكأنه قد وضع نفسه كملك. رد الملك ايريد بقسوة على المنشقين الشماليين بشن غارة مدمرة على نورثومبريا، والتي شملت بشكل خاص حرق دير ريبون الذي أسسه القديس ويلفريد. ورغم أن قواته تكبدت خسائر فادحة في معركة كاسلفورد (مع عودته إلى بلاده)، تمكن إيرد من التحقق من منافسه بوعد أنصار الأخير بالمزيد من الخراب إذا لم ينصروا الأمير الأجنبي. وقد استرضوا الملك الإنجليزي من نورثومبريان ودفعوا تعويضاً لهم.
ويشير Historia Regum إلى أن تهديد ملك مستقل من نورثومبريان قد انتهى في عام 952، عندما تولى إيرلز رئاسة الجامعة في نهاية المطاف.

## الظروف الصحية والوفاة
وفي نهاية حياته، عانى إريد من داء هضمي قد يكون قاتلا. «الكاتب ب»، وهو كاتب السيرة الذاتية ومتدرب سابق في سانت دونستان، وصف بذكراه الحية كيف امتصّ الملك عصائر طعامه، وممضغ على ما تبقى من الطعام، ثم أخرج منه. توفي اريد في سن 32 في 23 تشرين الثاني/نوفمبر (سانت عيد كليمنت)، 955، في فروم (سومرست)، ودفن في الكنيسة القديمة في وينشستر. توفي بكلابا، وخلفه إديموند الابن إادويغ.

## فهرس
المصادر الأولية
- سجلات الأنجلو سكسونية . الإصدار متاح على الإنترنت .
- هيستوريا ريجم ، أد. أرنولد، سيمونيس موناتشي أوبرا أمنية . 2 مجلد: 2. لندن، 1885.
- John of Worcester ، Chronicon ex Chronicis ، محرر. بنيامين ثورب، Florentii Wigorniensis monachi المزمن السابق . 2 مجلد: المجلد 1. لندن، 1848-189.
- المواثيق:
  - سوير لا. 1515 م 951 × 955 م. النص متاح من Anglo-Saxons.net . مثل جده الملك ألفريد، ترك إيدريد سجلاً مكتوبًا لإرادته.
  - مواثيق الأنجلو سكسونية، سوير نوس. 515-580 (بما في ذلك S 552a ، 522a ، 517a-b)، 1211–2، 1511.

مصادر ثانوية وليامز، آن (2004).  «إيدريد (ت 955)».  قاموس أكسفورد للسيرة الوطنية.

## روابط خارجية
- Eadred 16 Eadred 16
- عملات معدنية أصدرها King Eadred في مجموعة مكتشفات العملات في العصور الوسطى المبكرة
- يتوفر المزيد من الصور على الويب، مثل هنا وهنا

| منصب | منصب                                       | منصب         |
| ---- | ------------------------------------------ | ------------ |
| سبقه | قائمة ملوك إنجلترا                         | تبعه         |
| سبقه | King of Northumbria As King of the English | {{{reason}}} |